# Cixius manengoubae
Cixius manengoubae är en insektsart som beskrevs av Van Stalle 1986. Cixius manengoubae ingår i släktet Cixius och familjen kilstritar. Inga underarter finns listade i Catalogue of Life.